# Więzadło skokowo-piętowe międzykostne

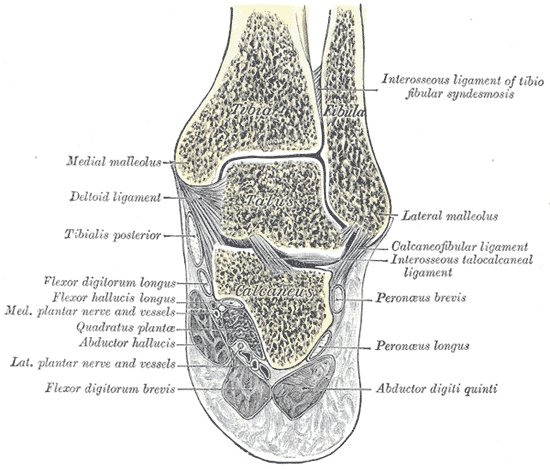
Więzadło skokowo-piętowe międzykostne (interosseous talocalcaneal ligament). Przekrój przez prawe stawy skokowe.

Więzadło skokowo-piętowe międzykostne (łac. ligamentum talocalcaneum interosseum) – w anatomii człowieka jedno z więzadeł stopy, dzielące staw skokowy dolny na staw skokowy tylny i staw skokowy przedni (podział anatomiczny, czynnościowo jest to jeden staw). Więzadło przyczepia się do bruzdy kości skokowej a kończy swój bieg przyczepem do bruzdy kości piętowej. Wypełnia zatokę stępu.